# Amalia Ferraris
Pour les articles homonymes, voir Ferraris.
Amalia Ferraris (née à Voghera en 1828 et morte à Florence le 1er avril 1904) est une ballerine italienne.

## Biographie
Après des études d'abord à Turin puis à l'école de ballet de l'académie de La Scala sous la direction du grand Carlo Blasis, Amalia Ferraris débute à Milan très jeune. Elle dans aussi au Teatro San Carlo de Naples et fait des tournées en Europe. En 1848, elle est engagée au Her Majesty's Theatre de Londres où elle participe à la grande saison d'opéra et de ballet organisée à l'occasion de l'Exposition universelle. Elle connaît de grands succès à Londres (1853), Rome (1854) et Vienne (1855). Elle se montre à l'Opéra de Paris en 1856.
Elle fut avec sa rivale Carolina Rosati une des ballerines italiennes les plus fameuses de son époque. En 1857, elle se montre avec la Rosati à l'Opéra de Paris dans le ballet Marco Spada ou La Fille du Bandit de Joseph Mazilier: les chroniques de l'époque évoquent la rivalité et les tensions entre les deux divas.
Plusieurs chorégraphes créent pour elle des rôles, comme celui de Satanella dans le ballet homonyme, mieux connue sous le nom du Diable amoureux, (chorégraphie de Marius Petipa, avec un nouveau pas de deux, Le Carnaval de Venise, spécialement créé pour elle sur une musique de Cesare Pugni) au Théâtre Bolchoï Kamenny de Saint-Pétersbourg (1859) ou en Italie dans La Perle de Normandie de Diani (Teatro della Pergola, 1863), Estella (Teatro Apollo de Rome, 1855), chorégraphié par Viotti, La Giocoliera, chorégraphié par Borri, (Teatro Nuovo de Padoue, 1866).

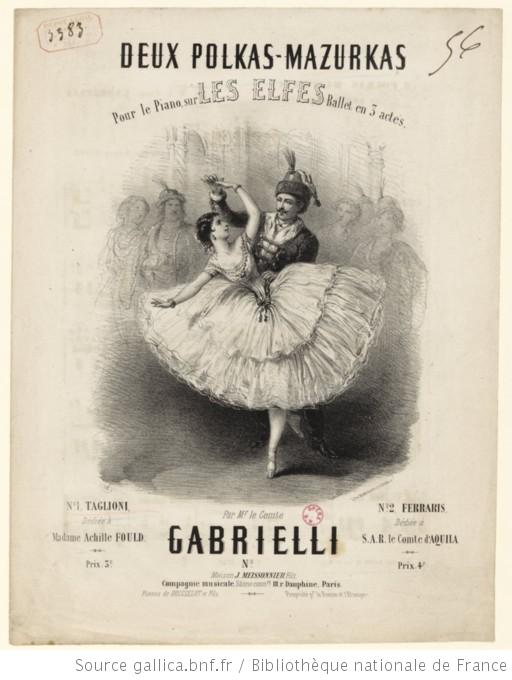
Couverture des polkas-mazurkas du ballet Les Elfes (1856).

Elle a interprété également: Les Elfes de Joseph Mazilier (1856), Sakountala de Lucien Petipa (1858), L'Étoile de Messine de Borri (1861).
Elle a épousé Giuseppe Torre, poète et littérateur génois, et a quitté la scène en 1869 pour se vouer à l'enseignement à Paris, puis est rentrée en Italie pour se fixer à Florence.
C'était une ballerine de grande virtuosité et d'un beau lyrisme; son maître Carlo Blasis écrit: « Elle a étudié tous les secrets de cet art qui perfectionne la nature et a fait paraître spontané ce qui a coûté beaucoup d'efforts. ».